# Lijst van nummer 1-hits in de Radio 2 Top 30 in 1974
Deze hits stonden in 1974 op nummer 1 in de BRT Top 30, de voorloper van de huidige Vlaamse Radio 2 Top 30.
| Nummer | Datum        | Artiest                | Titel                       |
| ------ | ------------ | ---------------------- | --------------------------- |
| 63     | 5 januari    | Nick MacKenzie         | Juanita                     |
|        | 12 januari   | Nick MacKenzie         | Juanita                     |
| 64     | 19 januari   | Cockney Rebel          | Sebastian                   |
| 63     | 26 januari   | Nick MacKenzie         | Juanita                     |
| 64     | 2 februari   | Cockney Rebel          | Sebastian                   |
| 65     | 9 februari   | The Three Degrees      | Dirty Ol' Man               |
|        | 16 februari  | The Three Degrees      | Dirty Ol' Man               |
|        | 23 februari  | The Three Degrees      | Dirty Ol' Man               |
|        | 2 maart      | The Three Degrees      | Dirty Ol' Man               |
| 66     | 9 maart      | Charlie Rich           | The Most Beautiful Girl     |
| 65     | 16 maart     | The Three Degrees      | Dirty Ol' Man               |
| 66     | 23 maart     | Charlie Rich           | The Most Beautiful Girl     |
| 67     | 30 maart     | Jackpot                | Is Everybody Happy          |
| 66     | 6 april      | Charlie Rich           | The Most Beautiful Girl     |
| 68     | 13 april     | Mud                    | Tiger Feet                  |
| 66     | 20 april     | Charlie Rich           | The Most Beautiful Girl     |
| 69     | 27 april     | ABBA                   | Waterloo                    |
|        | 4 mei        | ABBA                   | Waterloo                    |
|        | 11 mei       | ABBA                   | Waterloo                    |
|        | 18 mei       | ABBA                   | Waterloo                    |
|        | 25 mei       | ABBA                   | Waterloo                    |
| 70     | 1 juni       | Terry Jacks            | Seasons in the Sun          |
|        | 8 juni       | Terry Jacks            | Seasons in the sun          |
| 71     | 15 juni      | The Cats               | Be My Day                   |
|        | 22 juni      | The Cats               | Be My Day                   |
| 72     | 29 juni      | George Baker Selection | (Fly Away) Little Paraquayo |
| 73     | 6 juli       | The Rubettes           | Sugar Baby Love             |
|        | 13 juli      | The Rubettes           | Sugar Baby Love             |
| 74     | 20 juli      | Jackpot                | One and One Is Two          |
| 73     | 27 juli      | The Rubettes           | Sugar Baby Love             |
|        | 3 augustus   | The Rubettes           | Sugar Baby Love             |
|        | 10 augustus  | The Rubettes           | Sugar Baby Love             |
| 75     | 17 augustus  | Paper Lace             | The Night Chicago Died      |
|        | 24 augustus  | Paper Lace             | The Night Chicago Died      |
|        | 31 augustus  | Paper Lace             | The Night Chicago Died      |
| 76     | 7 september  | Dalida                 | Gigi l'amoroso              |
| 77     | 14 september | George McCrae          | Rock Your Baby              |
|        | 21 september | George McCrae          | Rock Your Baby              |
|        | 28 september | George McCrae          | Rock Your Baby              |
|        | 5 oktober    | George McCrae          | Rock Your Baby              |
|        | 12 oktober   | George McCrae          | Rock Your Baby              |
| 78     | 19 oktober   | Carl Douglas           | Kung Fu Fighting            |
|        | 26 oktober   | Carl Douglas           | Kung Fu Fighting            |
|        | 2 november   | Carl Douglas           | Kung Fu Fighting            |
|        | 9 november   | Carl Douglas           | Kung Fu Fighting            |
| 79     | 16 november  | Spooky & Sue           | Swinging on a Star          |
|        | 23 november  | Spooky & Sue           | Swinging on a Star          |
|        | 30 november  | Spooky & Sue           | Swinging on a Star          |
| 80     | 7 december   | George Baker Selection | Sing a Song of Love         |
|        | 14 december  | George Baker Selection | Sing a Song of Love         |
|        | 21 december  | George Baker Selection | Sing a Song of Love         |
| 81     | 28 december  | Mud                    | Lonely This Christmas       |